# Il carniere
Il carniere è un film del 1997 diretto da Maurizio Zaccaro.

## Trama
Nell'estate del 1991, tre italiani decidono di recarsi in una riserva di caccia nell'allora Croazia jugoslava ma, del tutto ignari della forte crisi d'unità che aleggia ormai da tempo tra le repubbliche federative della Jugoslavia, i tre si dimostrano incapaci di cogliere le pur enigmatiche avvisaglie dello scoppio d'una guerra d'indipendenza che, al pari delle altre, coglie la repubblica federativa croata. Durante una battuta di caccia al cervo, infatti, uno dei tre viene ferito al ginocchio da un proiettile di provenienza ignota e, mettendosi in viaggio per l'ospedale più vicino, finiscono in un albergo preso di mira notte e giorno dai cecchini. La vacanza si è trasformata in un incubo di paura, sangue e morte.

## Riconoscimenti
- 1997 – David di Donatello
  - Miglior attore non protagonista a Leo Gullotta
  - Candidatura al miglior regista a Maurizio Zaccaro
  - Candidatura alla migliore sceneggiatura a Marco Bechis, Umberto Contarello, Lara Fremder, Gigi Riva e Maurizio Zaccaro
  - Candidatura al miglior produttore a Giovanni Di Clemente
  - Candidatura alla migliore fotografia a Blasco Giurato
- 1998 – Nastro d'argento
  - Candidatura alla migliore scenografia a Paola Comencini
- 1997 – Globo d'oro
  - Candidatura al miglior film a Maurizio Zaccaro
  - Candidatura al miglior attore a Massimo Ghini
  - Candidatura alla miglior fotografia a Blasco Giurato
  - Candidatura alla miglior musica a Pino Donaggio